# Max Pfister
Max Pfister (Zúric, 21 d'abril de 1932 - Saarbrücken, 21 d'octubre de 2017) fou un romanista i lexicògraf suís, especialista en italianística.

## Vida
Ja a l'educació secundària Pfister se sentí atret per les llengües romàniques gràcies a les classes de llatí de Franz Fankhauser, a qui dedica, junt amb Wartburg, el LEI. Pfister va estudiar, de 1951 a 1958, filologia romànica a la Universitat de Zúric, amb, entre d'altres, Arnald Steiger o Reto Bezzola, i feu també estades d'estudis en universitats italianes (Pisa) i d'altres països europeus: la Sorbona o la Universitat de Salamanca. Es va doctorar el 1958 amb una tesi sobre fonètica històrica de l'occità antic. Va ser docent de francès i italià en instituts de Zúric i col·laborava simultàniament en la redacció del Französisches Etymologisches Wörterbuch amb Walther von Wartburg a Basilea. El 1968 va defensar la tesi d'habilitació amb un treball sobre Girart de Roussillon. De 1969 a 1974 fou professor de filologia romànica a la Universitat de Marburg i, des de 1974 fins a la jubilació a la Universität des Saarlandes a Saarbrücken.
A més de nombroses publicacions (més de 300), la seva obra cabdal és el Lessico Etimologico Italiano (LEI), un diccionari etimològic italià, publicat a partir de 1979 i que actualment ha arribat fins a la lletra D-. A aquest projecte s'han associat nombrosos filòlegs italians i ha contribuït a formar molts lexicògrafs d'aquest país. Des de 2002 s'ha associat a la direcció d'aquesta obra Wolfgang Schweickard.
Pfister ha estat president de la Société de Linguistique Romane de 1986 a 1989, després president d'honor, i director de la Zeitschrift für romanische Philologie. És membre de nombroses acadèmies alemanyes i italianes, entre elles l'Accademia della Crusca (1988), de l'Accademia dei Lincei (2007) i de l'Académie des Inscriptions et Belles-Lettres (2006). També de l'Acadèmia de Ciències de Mainz (1984) i de la de Heidelberg (1998). Diverses universitats italianes l'han investit com a doctor honoris causa.

## Publicacions
Un llistat complet de les publicacions de Max Pfister Arxivat 2016-08-15 a Wayback Machine. es pot trobar a la pàgina web de la Universität des Saarlandes.
- Pfister, Max, Die Entwicklung der inlautenden Konsonantengruppe -PS- in den romanischen Sprachen ; mit besonderer Berücksichtigung des Altprovenzalischen, Bern, Francke, 1960
- Pfister, Max, Lexikalische Untersuchungen zu Girart de Roussillon, Tübingen, Niemeyer, 1970
- Pfister, Max (després amb Wolfgang Schweickard), Lessico etimologico italiano, Wiesbaden, Reichert, 1979--
- Pfister, Max, Galloromanische Sprachkolonien in Italien und Nordspanien, Wiesbaden/Stuttgart, Steiner, 1988
- Pfister, Max / Kleiber, W., Aspekte und Probleme der römisch-germanischen Kontinuität. Sprachkontinuität an Mosel, Mittel- und Oberrhein sowie im Schwarzwald, Stuttgart, Steiner, 1992
- Pfister, Max / Haubrichs, Wolfgang, Toponymie und Entwicklung der deutsch-französischen Sprachgrenze. Der Kreis Merzig-Wadern und die Mosel zwischen Nennig und Metz, Stuttgart Steiner, 1992
- Pfister, Max / Lupis, Antonio, Introduzione all'etimologia romanza. Soveria Mannelli (Catanzaro), Rubbettino, 2001
- Pfister, Max, Il mestiere dell'etimologo, Trieste, EUT, 2009

## Premis i distincions
- Doctor honoris causa per la Universitat de Bari (1988)
- Doctor honoris causa per la Universitat de Lecce (1991)
- Premio Internazionale Galileo Galilei dei Rotary italiani (1993)
- Ufficiale dell'Ordine al merito della Repubblica Italiana (1995)
- Doctor honoris causa per la Universitat de Torí (1998)
- Doctor honoris causa per La Sapienza (2001)
- Doctor honoris causa per Universitat de Palerm (2002)
- Premi Cassano (2005)
- Diploma di 1a Classe con Medaglia d'Oro ai Benemeriti della Cultura e dell'Arte (2006)
- Ciutadà honorífic de Bari (2012)

Els seus deixebles li han dedicat, a més, diverses miscel·lànies d'homenatge:
- Holtus, Günter / Kramer, Johannes / Schweickard, Wolfgang (eds.), Italica et Romanica. Festschrift für Max Pfister zum 65. Geburtstag, 3 vols., Tübingen, Max Niemeyer Verlag, 1997
- Gleßgen, Martin-Dietrich / Holtus, Günter / Kramer, Johannes / Schweickard, Wolfgang (eds.), Ex traditione innovatio. Miscellanea in honorem Max Pfister septuagenarii oblata, 2 vols., Darmstadt, Wissenschaftliche Buchgesellschaft, 2002
- Lubello, Sergio / Schweickard, Wolfgang, Le nuove frontiere del LEI. Miscellanae di studi in onore di Max Pfister in occasione del suo 80. compleanno, Wiesbaden, Reichert Verlag, 2012